# Hermien Peters
Hermien Peters (Hechtel-Eksel, 19 november 1994) is een Belgisch kajakker.

## Levensloop
Peters werd actief in het kajakken in 2006. In 2012 debuteerde ze bij de senioren. In 2017 won ze brons op de wereldbekermanche in Belgrado in de K1 500m en de K2 500m (samen met Lize Broekx). In 2018 werd ze derde op het Europees kampioenschap K1 5000m en de K2 500m. Tevens werd ze dat jaar 3de in de wereldbekermanche in Duisburg in de K2 500m.
In 2019 behaalden Peters en Broeckx zilver op de wereldbekermanche in Poznan in de K2 500m en brons in dezelfde discipline te Duisburg. Daarnaast werden ze vierde op het wereldkampioenschap in de K2 500m te Szeged. In 2020 wonnen ze de K2 500m op de wereldbekermanche te Szeged en op de Olympische Spelen te Tokio werden ze negende.
Op de wereldkampioenschappen van 2021 te Kopenhagen behaalde het duo brons. In 2022 behaalde het duo zilver op het EK te München en brons op het WK te Halifax op de K2 500 meter. Individueel behaalde Peters op die wereldkampioenschappen een vierde plaats. Eveneens in 2022 behaalde het duo zilver op de WB-manche te Poznan en een vierde plaats te Račice. In de K1 500 meter werd Peters vierde te Poznan.
Haar broers Artuur en William zijn ook sportief actief.